# Lynwood (Califórnia)
Lynwood é uma cidade localizada no estado americano da Califórnia, no Condado de Los Angeles. Foi incorporada em 21 de julho de 1921.

## Geografia
De acordo com o United States Census Bureau, a cidade tem uma área de 12,5 km², onde todos os 12,5 km² estão cobertos por terra.

### Localidades na vizinhança
O diagrama seguinte representa as localidades num raio de 8 km ao redor de Lynwood.

## Demografia
Segundo o censo nacional de 2010, a sua população é de 69 772 habitantes e sua densidade populacional é de 5 565,93 hab/km². Possui 15 277 residências, que resulta em uma densidade de 1 218,69 residências/km².